# Tedania rhoi
Tedania rhoi är en svampdjursart som beskrevs av Thomas Robertson Sim och Lee 1998. Tedania rhoi ingår i släktet Tedania och familjen Tedaniidae.
Artens utbredningsområde är havet utanför Sydkorea. Inga underarter finns listade i Catalogue of Life.